# Resolutie 1920 Veiligheidsraad Verenigde Naties
Resolutie 1920 van de Veiligheidsraad van de Verenigde Naties werd unaniem door de VN-Veiligheidsraad aangenomen op 30 april 2010 en verlengde de VN-missie in de Westelijke Sahara met een jaar. Zowel Marokko als Polisario waren het eens met de resolutie. Binnen de Veiligheidsraad was er onenigheid over het al dan niet verwijzen naar de mensenrechten in de Westelijke Sahara, hetgeen uiteindelijk niet gebeurde.

## Achtergrond
Begin jaren 1970 ontstond een conflict tussen Spanje, Marokko, Mauritanië en de Westelijke Sahara zelf over de Westelijke Sahara dat tot dan in Spaanse handen was. Marokko legitimeerde zijn aanspraak op basis van historische banden met het gebied. Nadat Spanje het gebied opgaf bezette Marokko er twee derde van. Het land is nog steeds in conflict met Polisario, dat met steun van Algerije de onafhankelijkheid blijft nastreven. Begin jaren 1990 kwam een plan op tafel om de bevolking van de Westelijke Sahara via een volksraadpleging zelf te laten beslissen over de toekomst van het land. Het was de taak van de VN-missie MINURSO om dat referendum op poten te zetten. Het plan strandde later echter door aanhoudende onenigheid tussen de beide partijen waardoor ook de missie nog steeds ter plaatse is.

## Inhoud

### Waarnemingen
Opnieuw werden de partijen in en de landen rond de Westelijke Sahara opgeroepen voluit te blijven meewerken met de VN en de huidige impasse in het bereiken van een politieke oplossing te doorbreken. Tijdens verscheidene gespreksronden was vooruitgang gemaakt tussen de partijen om in directe gesprekken te treden. Het huidige status quo was op lange termijn onaanvaardbaar en vooruitgang was noodzakelijk om het leven van de bevolking in de Westelijke Sahara te verbeteren.

### Handelingen
Alle eerdere resoluties omtrent de Westelijke Sahara werden in herinnering geroepen en opnieuw bevestigd. De secretaris-generaal en diens persoonlijke gezant werden geprezen om hun inspanningen de resoluties 1754, 1783, 1813 en 1871 ten uitvoer te brengen. De militaire akkoorden met MINURSO inzake het staakt-het-vuren moesten ten volle gerespecteerd worden. De partijen werden opgeroepen politieke wil te tonen en intensiever te onderhandelen. Ten slotte werd het mandaat van de MINURSO-missie opnieuw met een jaar verlengd, tot 30 april 2011. De secretaris-generaal werd verzocht om te rapporteren over de status en voortgang van de onderhandelingen en voor het einde van het lopende mandaat verslag uit te brengen van de situatie in de Westelijke Sahara. Daarnaast moest de SGVN erop toezien dat de missie volledig werd uitgevoerd in overeenstemming met het nultolerantiebeleid van de VN ten aanzien van seksueel gebruik en misbruik. Andere landen die bijdroegen door troepen te sturen moesten preventieve maatregelen nemen, bijvoorbeeld door hun personeel te trainen.

## Verwante resoluties
- Resolutie 1813 Veiligheidsraad Verenigde Naties (2008)
- Resolutie 1871 Veiligheidsraad Verenigde Naties (2009)
- Resolutie 1979 Veiligheidsraad Verenigde Naties (2011)
- Resolutie 2044 Veiligheidsraad Verenigde Naties (2012)

Lijst ·  1908 ·  1909 ·  1910 ·  1911 ·  1912 ·  1913 ·  1914 ·  1915 ·  1916 ·  1917 ·  1918 ·  1919 ·  1920 ·  1921 ·  1922 ·  1923 ·  1924 ·  1925 ·  1926 ·  1927 ·  1928 ·  1929 ·  1930 ·  1931 ·  1932 ·  1933 ·  1934 ·  1935 ·  1936 ·  1937 ·  1938 ·  1939 ·  1940 ·  1941 ·  1942 ·  1943 ·  1944 ·  1945 ·  1946 ·  1947 ·  1948 ·  1949 ·  1950 ·  1951 ·  1952 ·  1953 ·  1954 ·  1955 ·  1956 ·  1957 ·  1958 ·  1959 ·  1960 ·  1961 ·  1962 ·  1963 ·  1964 ·  1965 ·  1966